# Estação Tanque
A Estação Tanque é uma estação do BRT TransCarioca localizada no bairro do Tanque, no município do Rio de Janeiro.

## Histórico
Antes do início da execução das obras para a construção da parada, foram necessárias demolições de residências no entorno do Largo do Tanque. 79 casas foram derrubadas e 66 famílias foram removidas. Inclusive a sede da GRES Renascer de Jacarepaguá foi destruída para o avanço das obras do corredor de ônibus.
Em conjunto com as demolições, obras de drenagem no entorno e canalização do Córrego do Tindiba, remodelação das calçadas e recapeamento asfáltico foram realizadas. Após essa primeira fase da obra, houve a construção das bases de cimento para a plataforma, das pistas de cimento e das calçadas e passeios no interior do Largo. Depois, a estação começou a ser construída com a instalação das partes metálicas (pilares de aço, bases, teto e paredes) e instalação das portas automáticas de vidro.
Por fim, ocorreu a instalação das partes elétricas, de audiovisual (TVs de LCD para entretenimento e acompanhamento dos intervalos do BRT), ar-condicionado, bilheteria e catracas eletrônicas, máquinas de auto-atendimento (para recarga dos cartões do RioCard) e sinalização visual. No entorno, ocorreu a instalação de grades de contenção para que pedestres não façam a travessia da via fora da faixa de pedestres, repintura das faixas de pedestres e da sinalização visual e reprogramação dos sinais de trânsito e instalação de radares eletrônicos.
A estação foi inaugurada no dia 02 de junho de 2014, com os serviços Alvorada - Tanque (Expresso e Parador), sendo esta a estação terminal. Com a extensão dos referidos serviços até o Terminal Paulo da Portela (em Madureira), a partir de 11 de agosto, a estação deixou de ser terminal.

## Origem do nome da estação
A Estação Tanque é localizada dentro do Largo do Tanque e por isso, a parada recebeu esse nome. No século XIX, com o desenvolvimento do transporte na região de Jacarepaguá, foram implantadas linhas de bondes movidas a tração animal. Uma dessas linhas partia da então Porta d'Água (atual Freguesia) e ia até a Taquara passando por Itandiba (hoje Largo do Tanque), que tinha esse nome por causa do Rio Itandiba (que atualmente é Córrego do Tindiba) que passava próximo ao local. Desde os tempos colonais, Itandiba era um ótimo lugar de descanso para os viajantes, pois os animais (cavalos, mulas e burros) dispunham de bastante água para beber.
Este fato somado ao início da operação das linhas de bondes, contribuíram para a construção, em 1875, de um grande tanque, em que os animais que puxavam os bondes poderiam saciar-se antes de partir para seus destinos (Porta d'Água ou Taquara). Desde então o local ficou conhecido como Largo do Tanque.

## Localização
O Largo do Tanque (e consequentemente a Estação Tanque) são localizados na Rua Cândido Benício e concentra um importante cruzamento da região, a intercessão entre as Avenidas Geremário Dantas (que o liga bairro com o Pechincha, a Linha Amarela e a  Freguesia), Nelson Cardoso (que desemboca na Estrada dos Bandeirantes, e também faz a ligação com as Estradas do Tindiba, Rodrigues Caldas e do Rio Grande) e Rua Cândido Benício (que faz a ligação com Madureira passando pelo bairro da Praça Seca).
Nas proximidades (Rua Cândido Benício), existe uma filial da loja de construção, reforma e decoração Leroy Merlin. Na Avenida Geremário Dantas (próximo ao Largo do Tanque) existem diversos estabelecimentos comerciais, com destaque para uma filial do Supermercado Intercontinental, do posto de combustíveis Shell e da loja de biscoitos Casa do Biscoito.

## Acessos
A parada possui os seguintes acessos:
- Travessia de pedestres no acesso da Rua Cândido Benício à Avenida Geremário Dantas.
- Travessia de pedestres na Rua Cândido Benício, próximo a rede de lojas Leroy Merlin.

## Serviços existentes e horário de funcionamento
Segundo o site oficial da administradora do BRT, existem as seguintes linhas (serviços) que atendem a estação:
- Alvorada - Madureira (Parador): 4h às 23h (de segunda a domingo)
- Alvorada - Fundão (Parador): das 23h às 05h (de segunda a sábado) e 24 horas (domingos)
- Alvorada - Tanque (Expresso) - das 5h às 8h e das 15h às 18h (de segunda a sexta - exceto feriados).
- Alvorada - Madureira (Expresso): das 5h às 23h (de segunda a sábado)
- Alvorada - Fundão (Expresso) - das 5h às 23h (de segunda a domingo)

Por causa destes serviços, a parada funciona 24 horas por dia em todos os dias da semana e a bilheteria também.

## Terminal Mestre Candeia
O Terminal Mestre Candeia é localizado dentro do Largo do Tanque, ao lado da Estação Tanque. Este terminal permite a integração entre o BRT e as linhas alimentadoras (que ligam localidades mais distantes ao BRT, sem acréscimo na passagem no caso de pagamento com os cartões RioCard). Atualmente, existem as seguintes linhas que realizam ponto final no local:
| Número | Linha                                                              |
| ------ | ------------------------------------------------------------------ |
| 610    | Tanque x Del Castilho/Nova América (via Linha Amarela - Pau-Ferro) |
| 877A   | Tanque X Rio das Pedras                                            |
| 878    | Tanque x Barra da Tijuca (via Rio das Pedras)                      |
| 882A   | Tanque X Terminal Alvorada (via Ayrton Senna)                      |
| 565    | Tanque X Gávea (via Alvorada)                                      |
| 932A   | Tanque X Gardênia Azul (via Páu-Ferro)                             |
| 875A   | Tanque X Praça Seca (Via Chácara)                                  |
| 939    | Tanque X Gardênia Azul (Via Taquara)                               |
| 953    | Tanque X Cidade de Deus (Via Retiro dos Artistas)                  |

## Galeria

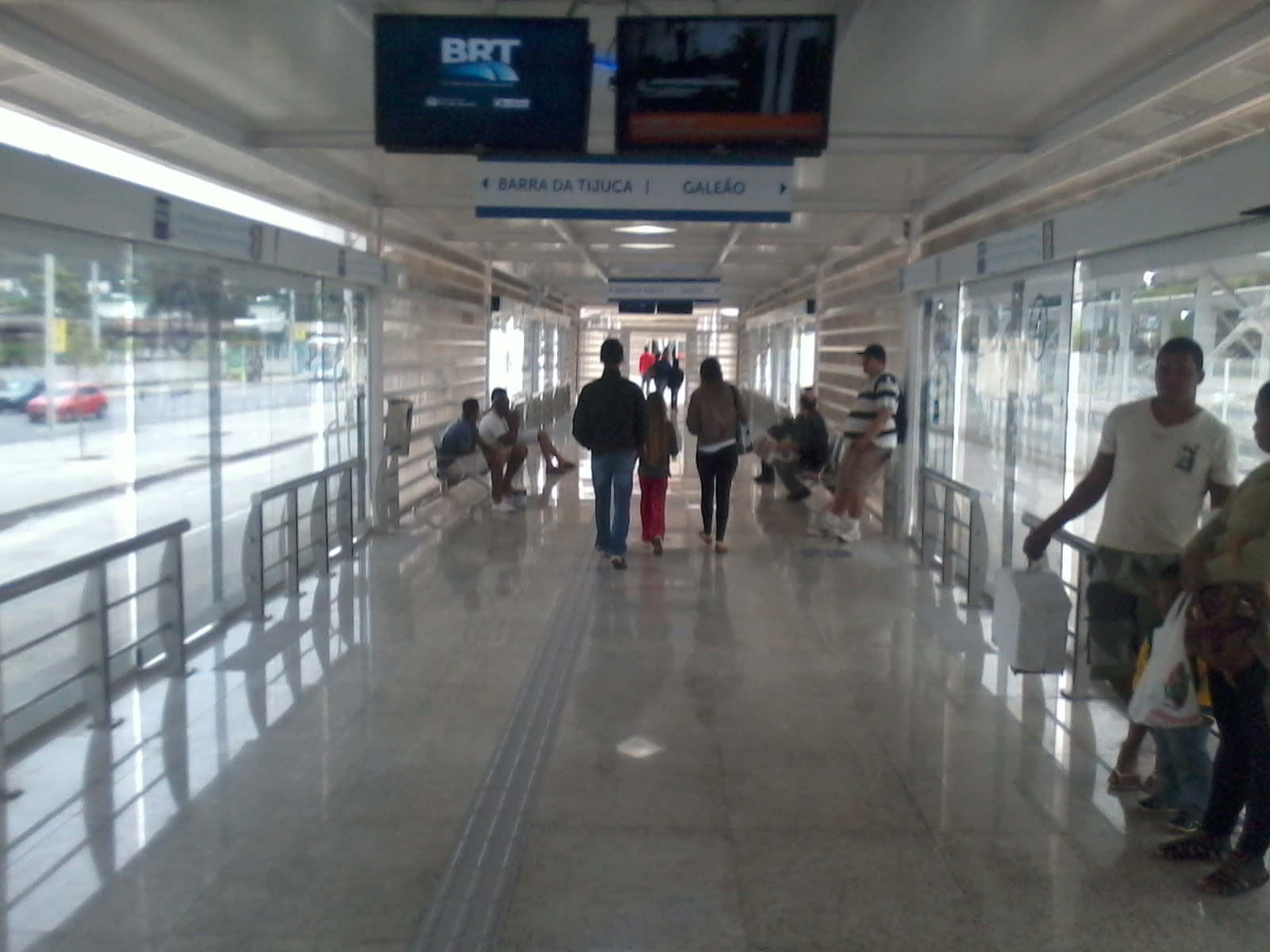
Interior da Estação Tanque, na entrada próximo ao acesso da Rua Cândido Benício a Av. Geremário Dantas
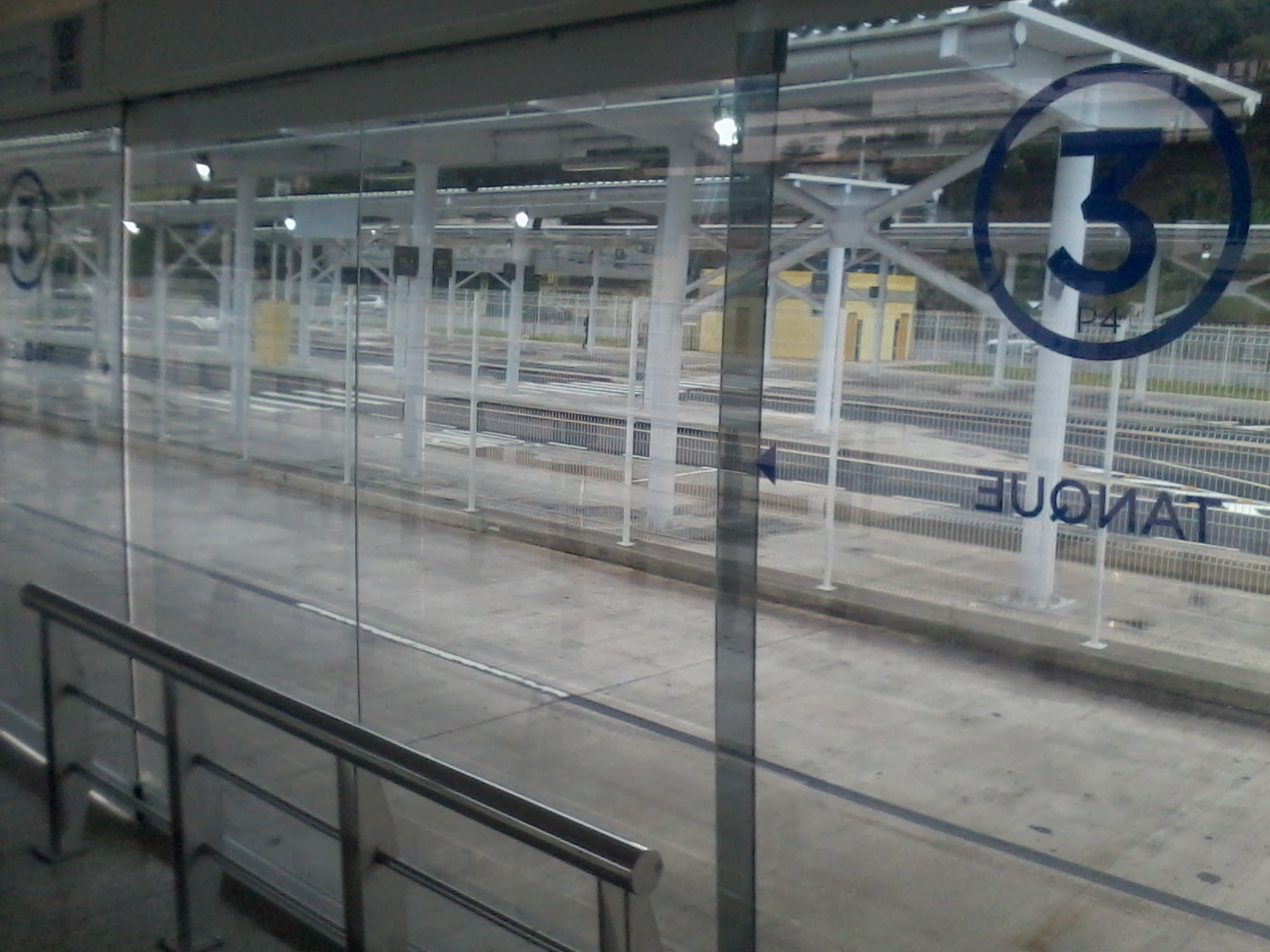
Porta de Embarque nº 3 da estação, com vistas ao Terminal Mestre Candeia
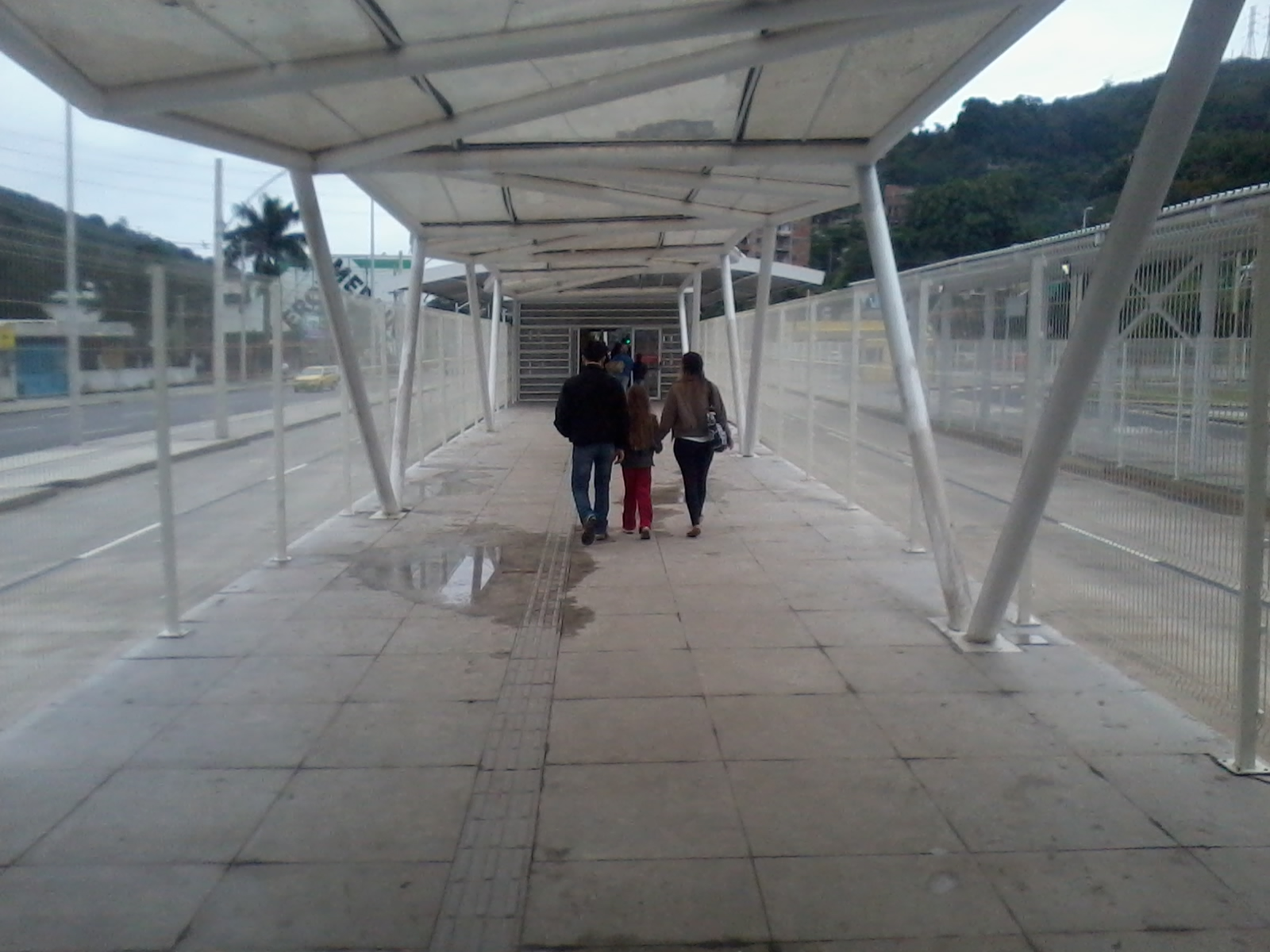
Passagem entre as plataformas da estação
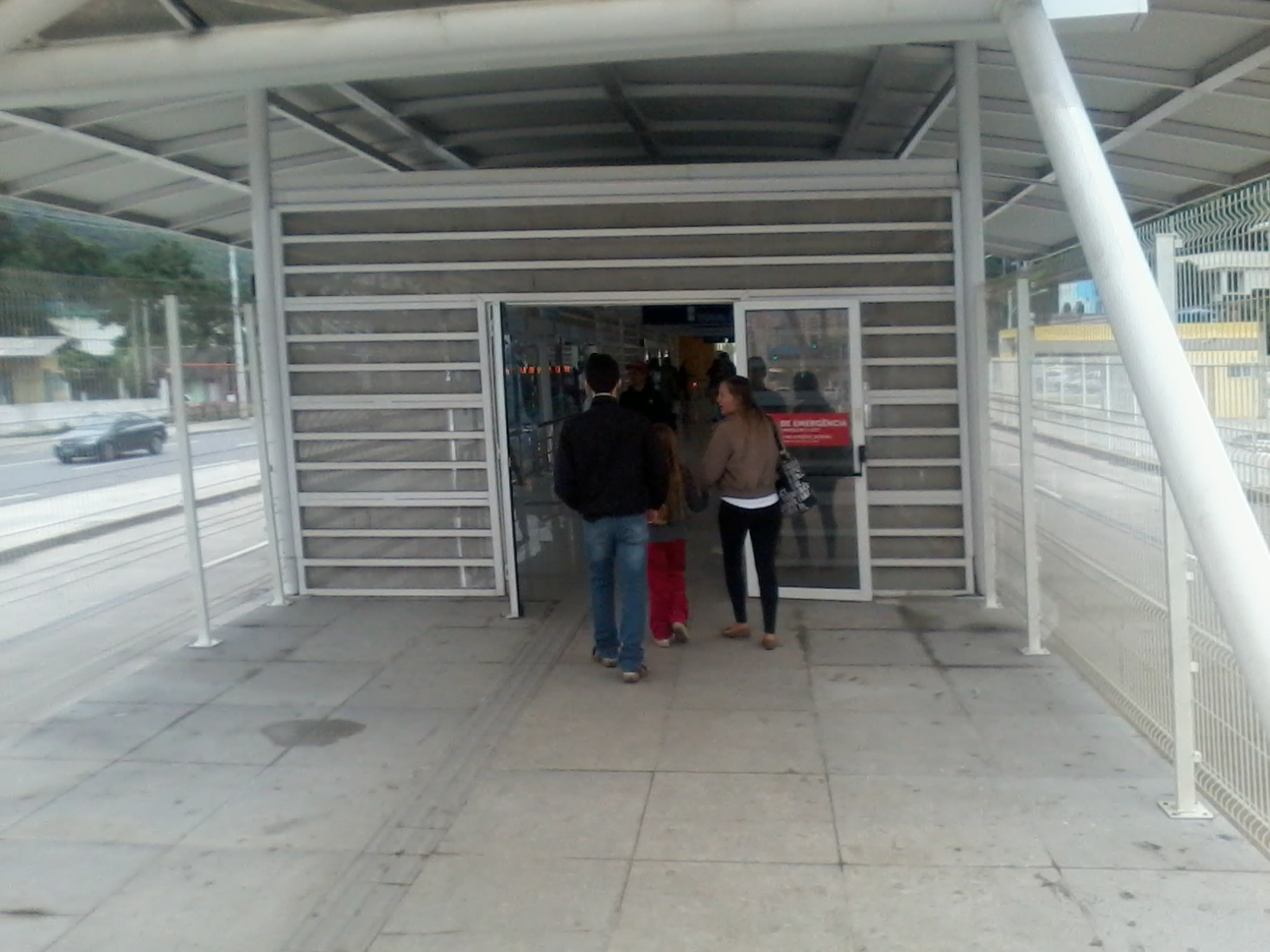
Uma das portas de acesso a passagem entre plataformas
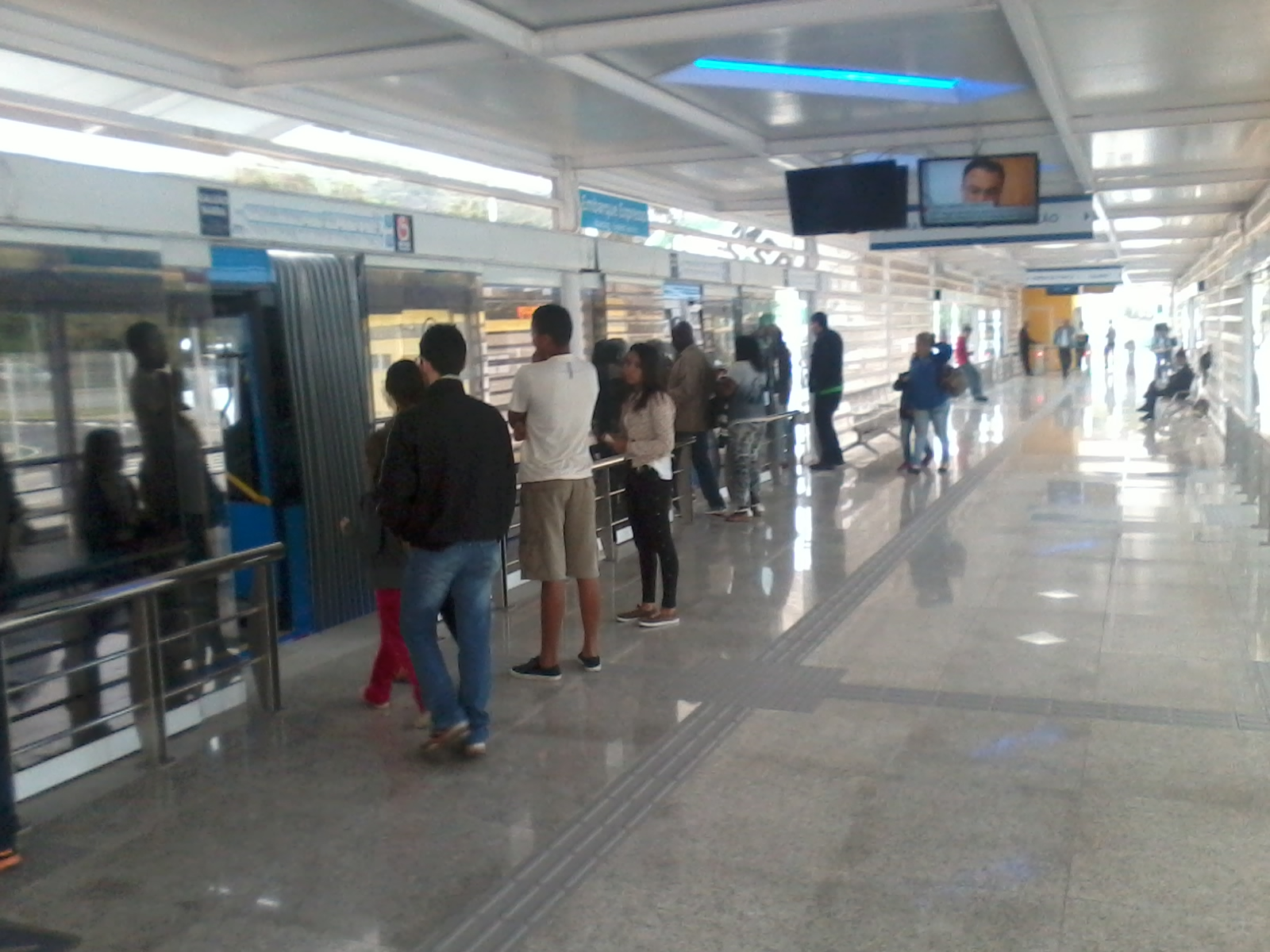
BRT efetuando parada na Estação Tanque
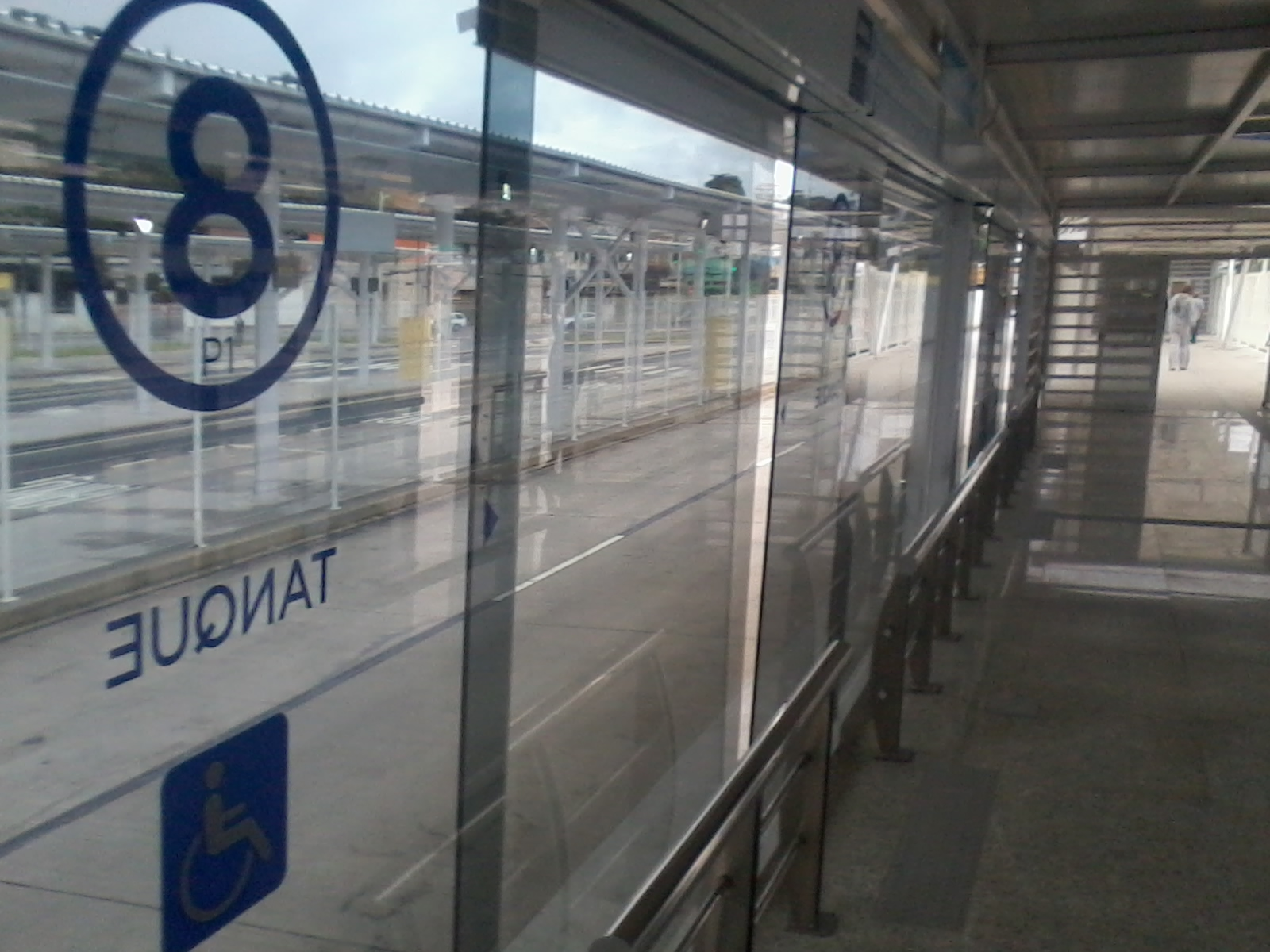
Porta de Embarque nº8 da Estação Tanque, com vistas ao Terminal Mestre Candeia
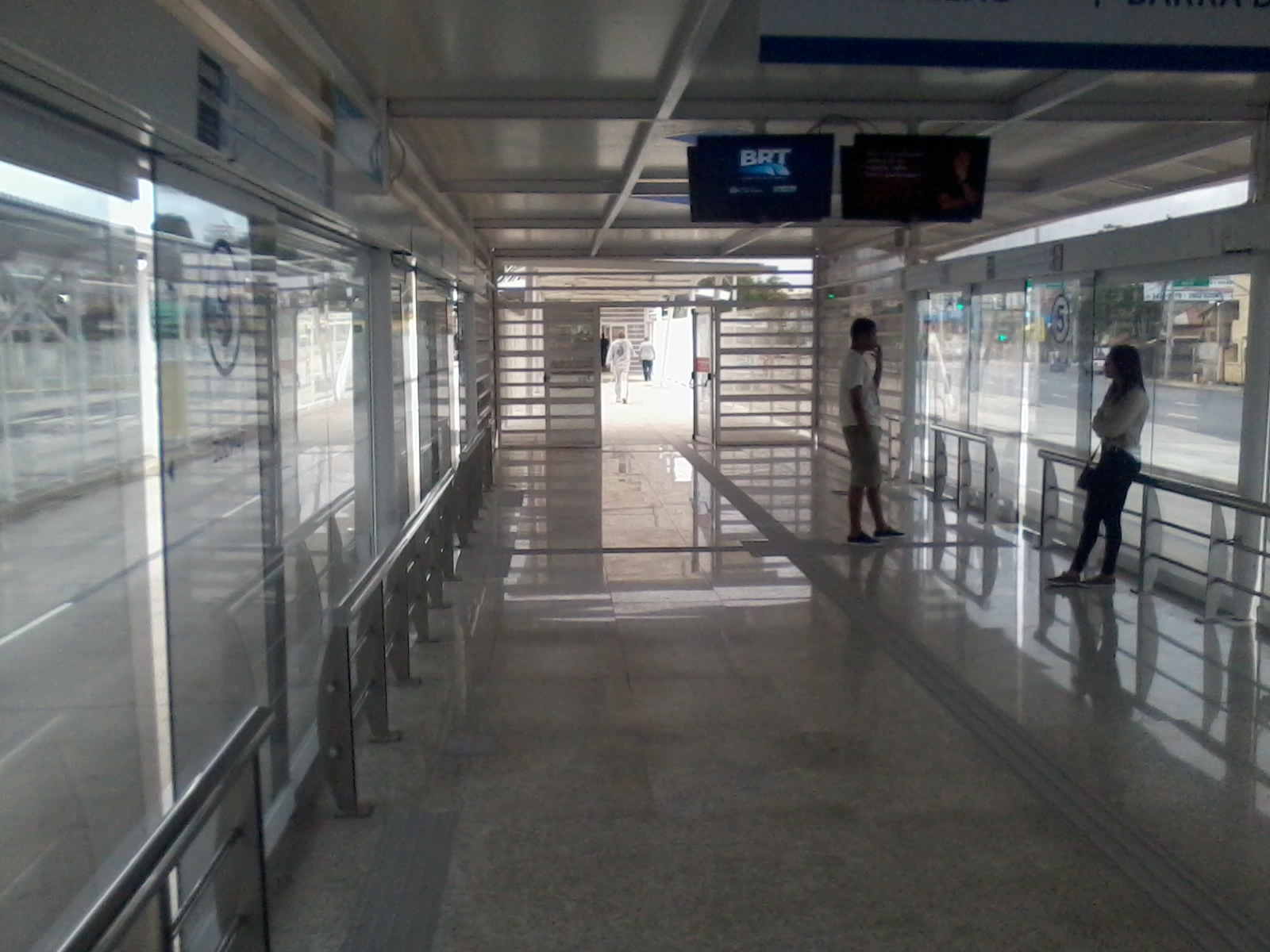
Porta de passagem entre plataformas. Vista próxima a Entrada próximo a Leroy Merlin
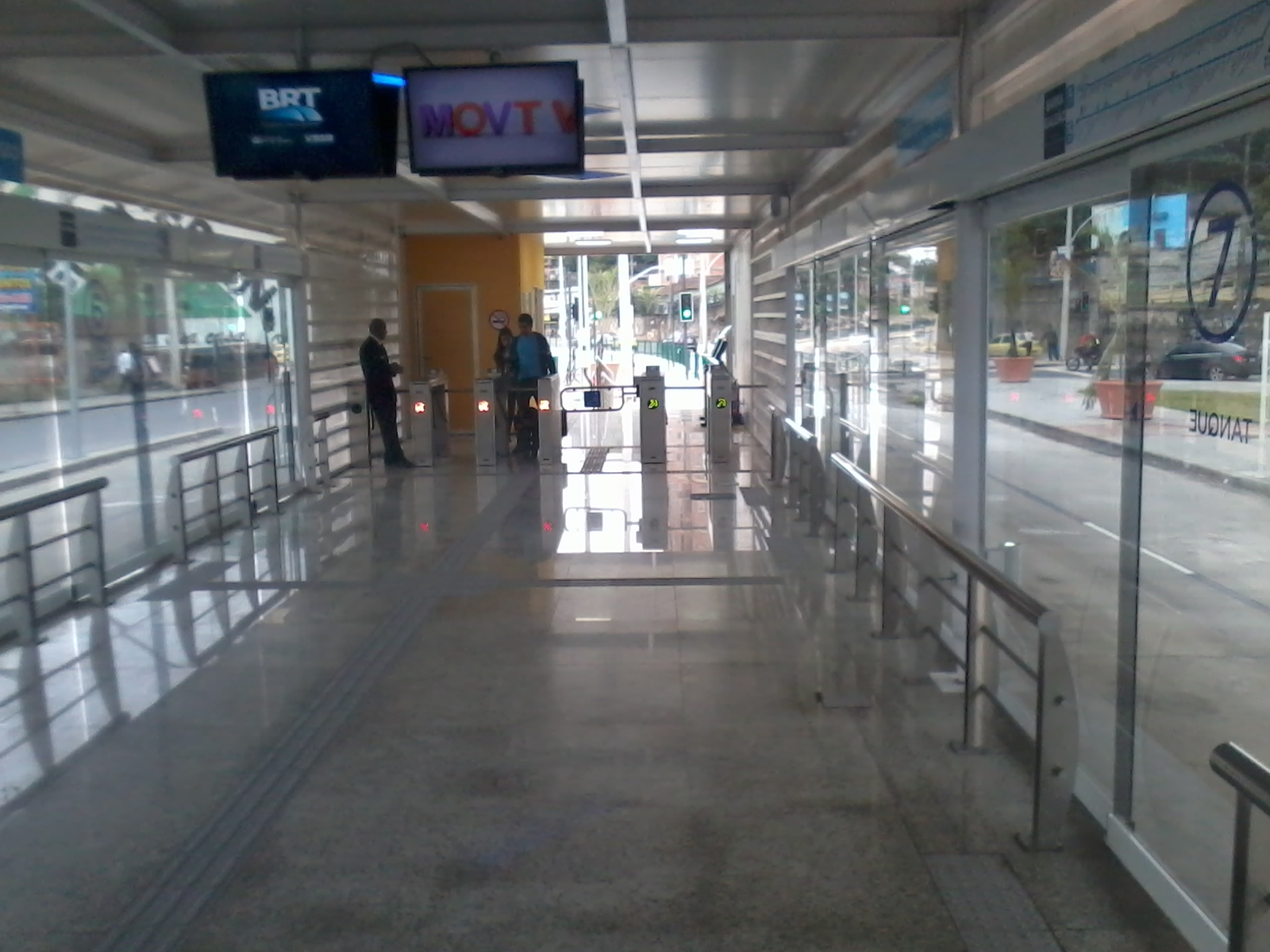
Interior da Estação Tanque próxima a Entrada perto da Leroy Merlin